# 朝圣者披肩

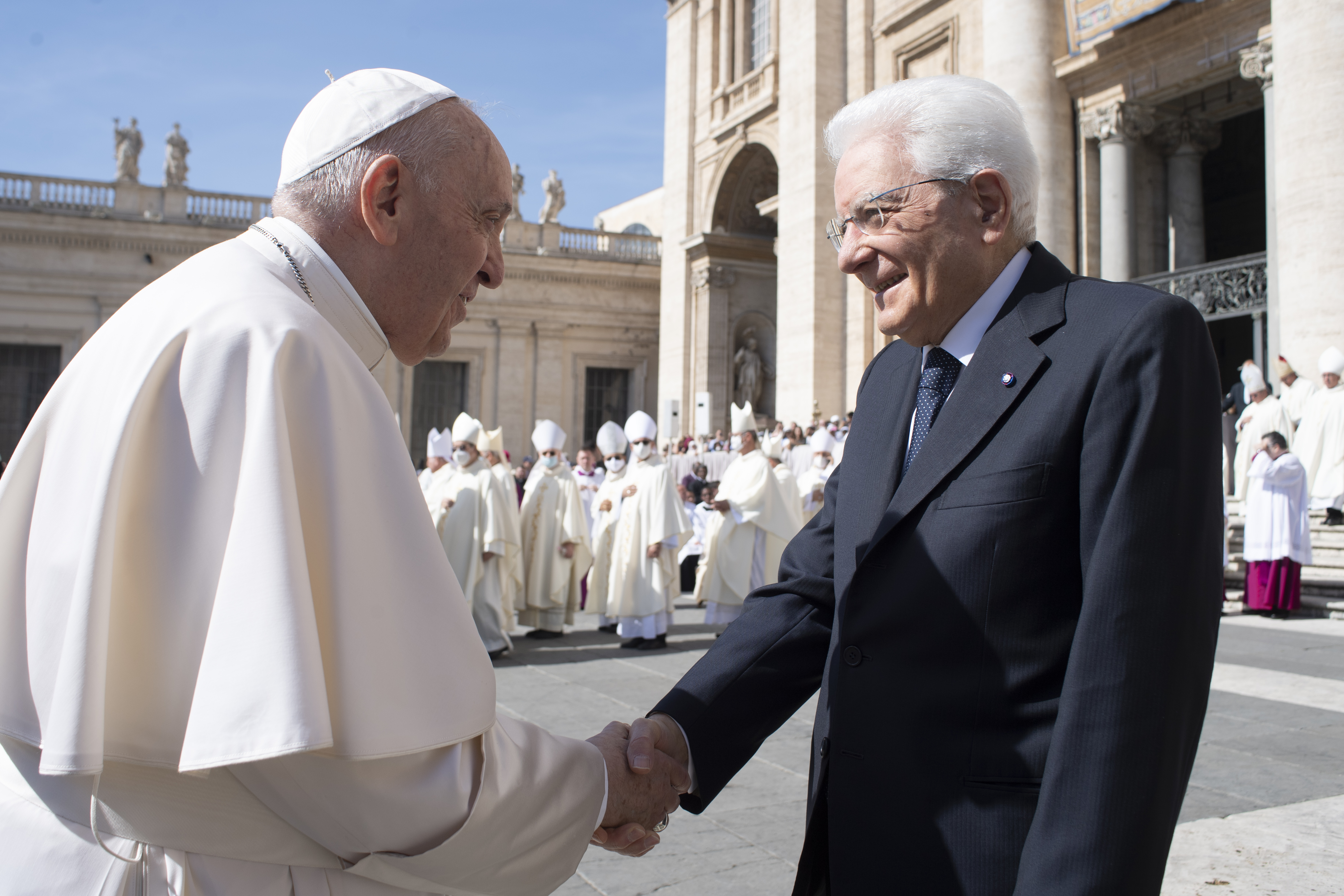
穿朝圣者披肩的教宗方济各

朝圣者披肩（意大利语：Pellegrina）是天主教神职人员（牧师、主教、枢机主教和教宗）服装中的一部分，为一种圆形剪裁短披肩，带有帽子。来源于中世纪朝圣者的装束。和普通肩衣（mozzetta）不同，朝圣者披肩是前开口的。

## 形制
|      |          |      |      |
| 教宗 | 枢机主教 | 主教 | 牧师 |